# Santa Maria del Bruc
Santa Maria del Bruc és una església del Bruc (Anoia) protegida com a bé cultural d'interès local.

## Descripció
És una església de planta de creu llatina, d'una sola nau amb volta de canó orientada cap a llevant. Té quatre capelles laterals, creuer, capçalera triabsidal i un cor situat sobre l'entrada. Destaquen en la decoració interior les pintures renaixentistes de la volta i les gòtiques de l'absis romànic.
Una de les capelles laterals és l'absis de la primitiva església romànica decorat amb arquets cecs i bandes llombardes. Destaca també el campanar romànic, adossat a l'absis, de planta semicircular amb finestres geminades i coronat per una torre piramidal coberta amb escames esmaltades. La façana d'influència neoclàssica està coronada per un frontó i la porta és d'arc de mig punt. El domini de la simetria és absolut.

### Pintures de la volta
Pintures que decoren el sotavolta de la nau principal de l'església. Són esgrafiats que formen dibuixos geomètrics a partir de dos únics models. Un és una senzilla circumferència i l'altre és un quadrat amb quatre circumferències tangents al centre de cada costat del quadrat. Les figures són d'estuc, el color és fosc i el fons és gairebé blanc. Es poden comparar amb els esgrafiats del nimfeu de la vil·la Giulia de Roma.
En un racó de la volta del cor hi ha una inscripció incisa que diu: "los tarongers per Gaspar Marchs, rector, 1644". Foren descobertes el 1986 arran de les obres de restauració de l'església.

### Pintures murals gòtiques
Es troben a l'absis romànic del segle xi que amb les reformes es convertí en capella lateral de l'actual església. Es tapià l'any 1777 i se li adossaren uns nínxols. L'any 1958 es van treure els nínxols i, de manera accidental, es descobriren les pintures.
La composició està estructurada en tres parts dividides per sanefes i garlandes. A la mitja cúpula hi ha el Crist en Majestat; el semicercle absidal està dividit en dos registres, la Coronació de Maria i la Dormició de Maria. A la volta preabsidal hi ha tres registres. Al del centre hi ha decoració ornamental, al de l'esquerra hi ha la representació dels Reis Mags a cavall i al dret s'inclouen dues escenes, la visita dels Reis a Herodes i la matança dels Innocents. Van ser realitzades en fals fresc. Les pintures foren recobertes segles després per una densa capa de guix que alhora que les conservà també malmeté una part de la pintura.

## Història
Església situada en un turó al final de la població. Forma part de la parròquia del Bruc, a continuació de l'església es formà el carrer i la plaça de la parròquia, la zona més antiga de la població.
La primitiva església romànica va ser edificada al segle XI, segons un document del 1080, testament d'un tal Arnau que deixava 3 unces d'or per a la construcció del campanar. Al llarg dels segles l'església ha sofert diverses modificacions: el 1625, el 1717 (es tapià l'absis romànic) i a mitjans del segle XIX (1857 - 58). Amb aquestes modificacions es va plantejar una nova orientació de l'edifici resultant una església perpendicular a la primitiva romànica.